# John Murray (Verleger, 1808)

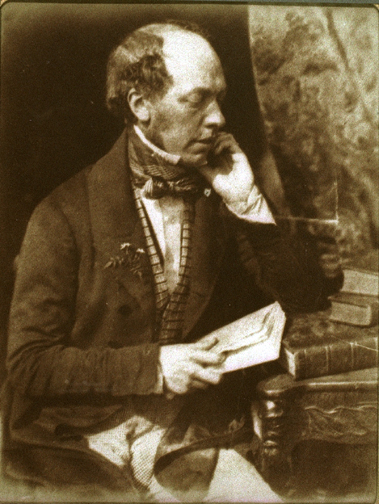
John Murray III.

John Murray (* 16. April 1808 in London; † 2. April 1892 ebenda) war ein englischer Verleger. Er war der Enkel des Gründers des John-Murray-Verlags, John Murray (1745–1793).

## Leben und Wirken
John Murray war der Sohn des gleichnamigen Verlegers John Murray (1778–1843). Von 1823 bis 1826 besuchte er die Charterhouse School in Godalming und studierte ab 1827 an der Universität Edinburgh. Von 1829 bis 1843 bereiste Murray Europa. Nach einer Idee von ihm brachte der Verlag seines Vaters beginnend ab 1836 Reisehandbücher (Handbooks for Travellers) heraus, von denen Murray die ersten Bände verfasste. Die Krankheit und der Tod seines Vaters verhinderten, dass er die geplanten Bände über Italien selbst verfassen konnte. Nach dem Tod seines Vaters 1843 übernahm Murray die Leitung des Verlages in der Albemarle Street. Er führte die Herausgabe der Zeitschrift The Quarterly Review fort und gab von Januar 1887 bis Dezember 1891 monatlich das Murray’s Magazine heraus. Von 1855 bis 1856 edierte er die bis dahin unveröffentlichten Briefe von Laurence Sterne.
Unter seiner Leitung veröffentlichte der Verlag John Murray unter anderem Werke von George Borrow, John Wilson Croker, Charles Lyell, John Gibson Lockhart (1794–1854), Henry Hallam, Francis Bond Head, Philip Henry Stanhope, Lord Campbell und George Grote. Charles Darwin wählte Murray und seinen Verlag auf Grund seines guten Rufes, seiner weit gefächerten wissenschaftlichen Interessen und seiner nützlichen Verbindungen für sein 1859 erschienenes Werk On the Origin of Species aus.
Am 2. März 1876 wurde Murray Fellow der Society of Antiquaries of London. Nebenbei beschäftigte er sich mit Geologie und Mineralogie und veröffentlichte 1877 unter dem Pseudonym „Verifier“ das Werk Scepticism in Geology. Am 6. April 1892, vier Tage nach seinem Tod, wurde er auf dem Friedhof der Pfarrkirche von Wimbledon bestattet.

## Werke als Autor
- A Handbook for Travellers on the Continent: being a guide through Holland, Belgium, Prussia, and Northern Germany, and Along the Rhine, from Holland to Switzerland. London 1836, 2. Auflage 1838.
- A Handbook for Travellers in Southern Germany; being a guide to Bavaria, Austria, Tyrol, Salzburg, Styria, &c., the Austrian and Bavarian Alps, and the Danube from Ulm to the Black Sea. London, Leipzig, Paris 1837.
- A Handbook for Travellers in Switzerland and the Alps of Savoy and Piedmont, including the Protestant valleys of the Waldenses. London, Leipzig, Paris 1838.
- Handbook for Travellers in France: being a Guide to Normandy, Brittany; the rivers Loire, Seine, Rhone, and Garonne; the French Alps, Dauphiné, Provence, and the Pyrenees. London, Paris, Leipzig 1843.
- Scepticism in geology and the reasons for it; an assemblage of facts from nature opposed to the theory of "causes now in action", and refuting it. J. Murray, London 1877, 2. Auflage 1878.

## Nachweise